# حارة البلقة (صنعاء)
حارة البلقة هي إحدى حارات حي التحرير بمديرية التحرير إحد مديريات العاصمة اليمنية صنعاء، بلغ تعداد سكانها 5263 نسمة حسب تعداد اليمن لعام 2004.